# حمض الفورميمينوغلوتاميك
حمض الفورميمينوغلوتاميك (بالإنجليزية: Formiminoglutamic acid)‏ والذي يعرف اختصارا ب (بالإنجليزية: FIGLU)‏ هو مركب وسطي في عمليات أيض الحمض الأميني هستيدين.
اختبار حمض الفورميمينوغلوتاميك (بالإنجليزية: FIGLU test)‏ يستخدم لتحديد نقص فيتامين ب9 ونقص الفولات (بالإنجليزية: folate deficiency)‏ وكذلك أمراض  الكبد.

## وصلات خارجية
- FIGLU+Test في المكتبة الوطنية الأمريكية للطب نظام فهرسة المواضيع الطبية (MeSH).